# 伦斯特广场
51°30′50.9″N 0°11′35.7″W / 51.514139°N 0.193250°W

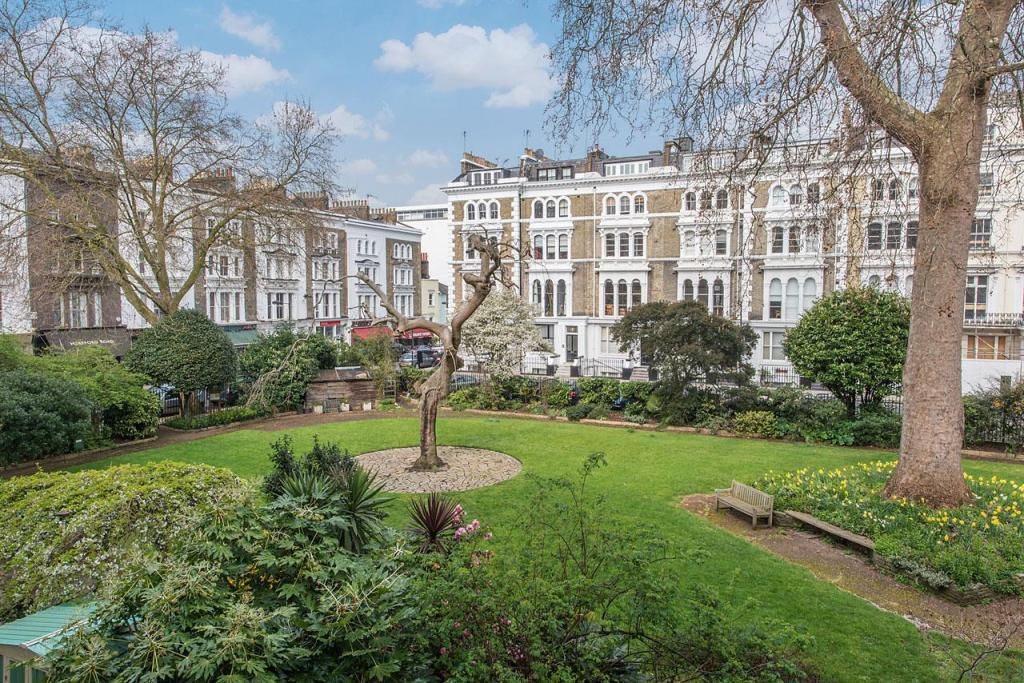
伦斯特广场的花园

伦斯特广场（Leinster Square）是英国伦敦的一个花园广场，位于西敏市的诺丁山与贝斯沃特之间，非常靠近诺丁山的商业街韦斯特本格罗夫（Westbourne Grove），以及贝斯沃特站、女王道站和诺丁山门站三个地铁站。
广场周围环绕着受二级保护的维多利亚建筑，一侧有一些餐馆和咖啡馆。